# Jeles Írók Iskolai Tára
A Jeles Írók Iskolai Tára egy 19. század végi – 20. század eleji magyar szépirodalmi könyvsorozat volt, amely a Franklin Irodalmi és Nyomdai Rt. gondozásában Budapest jelent meg 1877 és 1911 között:
- I. Arany János balladái. Magyarázta Gregus Ágost. (88 l.) 1877. – 2. kiadás.
- II. Shakespeare W. Coriolanus. Ford. Petőfi Sándor. Bevezetéssel és magyarázatokkal ellátta Névy László. (144 l.) 1877. – 2. kiad. (152 l.) 1880.
- III. Német balladák és románczok. Magyarázta Heinrich Gusztáv. I. rész: Bevezetés. – Bürger. – Goethe. (VIII. 143 l.) 1878.
- IV. Horatius Q. Flaccus satirái. Iskolai használatra magyarázta Elischer József. (XVI, 191 l.) 1878.
- V. Horatius Q. Flaccus epistolái. Iskolai használatra magyarázta Elischer József. (VIII, 291 l.)
- VI. Lettre de Fénelon à l’Académie française per M. de Buffon. Magyarázó jegyzetekkel kiadta Császár Károly. (VIII, 128 l.) 1879.
- VII. Corneille Cidje. Kiadta s magyarázta Alexander Bernát. (IV. 207 l.) 1879.
- VIII. Herder Cid-románczai. Kiadta és magyarázta Heinrich Gusztáv. 1 térképpel. (239 l.) 1879.
- IX. Molière tudós női. Forditotta Arany László. Magyarázta Greguss Ágost. (173 l.) 1879.
- X. Les femmes savantes de Molière. Magyarázta Greguss Ágost. (188 l.) 1879.
- XI. Arany János. Toldi. Költői elbeszélés. Iskolák számára nyelvi jegyzetekkel ellátta. Lehr Albert. (144 l.) 1880.
- XII. Shakespeare. Julius Caesar. Ford. Vörösmarty Mihály. Bevezetéssel és magyarázó jegyz. ellátta Névy László. (116 l.) 1880.
- XIII.  J. W. von Goethe. Iphigenie auf Tauris. Bevezetéssel és magyarázó jegyzetekkel ellátta dr. Bauer Simon. (124 l.) 1880.
- XIV. Goethe. Hermann und Dorothea. Magyarázta Weber Rudolf. (88 l.) 1880.
- XV. Xenophon emlékiratai Sokratesről. (Szemelvények.) Bevezetéssel és magyarázó jegyzetekkel ellátta dr. Kassa (Engelmann) Gusztáv. (157 l.) 1881.
- XVI. Descartes. Discours de la méthode pour bien conduire sa raison et cherhe la vérité dans les scienses. Közrebocsátja s magyarázta Alexander Bernát. (148 l.) 1881.
- XVII. M. Tulli Ciceronis in L. Sergium Catilinam orationes quatuor. Magyarázta Köpesdy Sándor. (114 l.) 1882.
- XVIII. M. Tulli Ciceronis in L. Sergium Catilinam orationes quatuor. Magyarázta Köpesdy Sándor. (114 l.) 1882.
- XIX. Szemelvények a görög lantos költészet remekeiből. Bevezetésekkel és jegyzetekkel ellátta dr. Boros Gábor. I. füzet. Az elegia-, epigramma- és iambos-költészet. (95 l.) 1882.
- XX. Antigone. Sophokles tragédiája. Forditotta s magyarázta Csiky Gergely. (95 l.) 1883.
- XXI. Wilhelm Tell. Schauspiel von Friedrich Schiller. Kiadta és magyarázta Heinrich Gusztáv. 1 térképpel. (207 l.) 1883.
- XXII. Katona József Bánk-bánja. Magyarázta Péterfy Jenő. (175 l.) 1883.
- XXIII. Schiller Friedrich. Wallenstein’s Tod. Kiadta és magyarázta Alexander Bernát. (XVI, 215 l.) 1885.
- XXIV. Berzsenyi ódái. Középiskolák számára. Magyarázta der. Versényi György. (123 l.) 1883.
- XXV. Német balladák és románczok. Magyarázta Heinrich Gusztáv. II. rész. Schiller balladái és románczai. (160 l.) 1885.
- XXVI. kötet. Kisfaludy Károly. Csalódások. Vigjáték 4 felvonásban. Magyarázta dr. Szigetvári Iván. (78 l.) 1886.
- XXVII. kötet. M. Tullii Ciceronis de imperio Gnaei Pompei oratio ad quirites. Magyarázta dr. Keleti Vince. (75 l.) 1887.
- XXVIII. kötet. Simon Péter. Qu. Horatius Flaccus ad Pisones de arte poetica cimü leveléhez előkészület, Horatius életrajzával. (173 l.) 1887.
- XXIX. kötet. Vörösmarty Mihály. A két szomszédvár. Regényes költői elbeszélés négy énekben. Magyarázta Vozári Gyula. (83 l.) 1887. 2. kiadás.(75 l.) 1900.
- XXX. kötet. Goethe J. W. Egmont. Ein Trauerspiel in fünf Aufzügen. Bevezetéssel és magyarázó jegyzetekkel ellátta dr. Bauer Simon. (167 l.) 1887.
- XXXI. kötet. Czuczor Gergely. Botond. Regényes elbeszélés. Magyarázta Vozári Gyula. (8-r. 79 l.) 1888.
- XXXII. kötet. Lessing G. E. Minna von Barnhelm oder Das Soldatenglück. Lustspiel in 5 Aufzügen. Kiadta és magyarázta Heinrich Gusztáv. (8-r. 152 l.) 1888.
- XXXIII. kötet. M. Tullius Cicerónak első, második és tizennegyedik philippieája. Magyarázta Jánosi Boldizsár. (171 l.) 1889.
- XXXIV. kötet. Schiller Frigyes. Die Braut von Messina. Ein Trauerspiel mit Chören. Magyarázta dr. Bauer Simon. (162 l.) 1889.
- XXXV. kötet. Racine Jean. Athalie. Tragédia. Magyarázta Gärtner Henrik. (8-r. 143 l.) 1889.
- XXXVI. kötet. Pázmány válogatott egyházi beszédei. Bevezetéssel és szótárral, szerkesztette Bellaágh Aladár. (XX és 204 l.) 1889.
- XXXVII. kötet. Gyulai Pál emlékbeszédei. Tartalom: Kazinczy Ferencz, Pákh Albert, br. Eötvös József, Toldy Ferenc, Kriza János, b. Kemény Zsigmond, Csengery Antal, Arany János. (189 l.) 1890.
- XXXVIII. kötet. Káldi válogatott egyházi beszédei. Bevezetéssel és szótárral szerkesztette Bellaágh Aladár. (8-r. 302 l.) 1892.
- XXXIX. kötet.  Faludi F. Nemes urfi. Olaszból forditva. Bevezetéssel, magyarázatokkal és szótárral szerkesztette Bellaágh Aladár. (196 l.)
- XL. kötet. Shakespeare. Macbeth. Tragédia. Forditotta Szász Károly. Jegyzetekkel és magyarázatokkal kiadta Péterfy Jenő. (144 l.) 1892.
- XLI. kötet. M. Tullii Ciceronis pro P. Sestio oratio. Magyarázta dr. Cserép József. (130 l.) 1892. 2. kiadás. 1899.
- XLII. kötet. Pázmány Kalauzának I. és II. könyve. Bevezetéssel, magyarázatokkal és szótárral szerkesztette Bellaágh Aladár. (8-r. 172 l.) 1893.
- XLIII. kötet. Tullii M. Ciceronis, pro P. Sulla oratio. Magyarázta dr. Cserép József. (77 l.) 1893.
- XLIV. kötet. Zlinszky Aladár. Személynevek a magyar nemzeti lyra köréből. (304 l.) 1893.
- XLV. kötet. Molière. L’avare. Bevezetéssel és jegyzetekkel ellátta dr. Bauer Simon. (136 l.) 1893.
- XLVI. kötet. Vörösmarty Mihály. Csongor és Tünde. Szinjáték öt felvonásbann. Magyarázta Torkos László. (178 l.) 1894.
- XLIX. kötet. Euripides. Iphigenia Taurisban. Forditotta és magyarázta Kempf József. (99 l.) 1895.
- L. kötet. Hebel, Joh. Peter. Das Scchatzkästlein. Válogatott darabok közép-, polgári-, kereskedelmi és felsőbbb leányiskolák használatára. Bevezetéssel és magyarázó jegyzetekkel ellátta Kemény Ferenc. (XVI és 96 l.) 1895.
- LI. kötet. C. Sallusti Crispi bellum Jugurthinum. Magyarázta dr. Hittrich Ödön. Egy térképpel. (145 l.) 1896.
- LII. kötet. Sophokles. Elektra. Tragoedia. Forditotta Csiky Gergely. Magyarázta dr. Losonczi Lajos. (144 l.) 1896.
- LIII. kötet. Szemelvények az Odysseiából. jegyzetekkel ellátta Kempf József. (264 l.) 1897.
- LIV. kötet. Shakespere. Coriolanus. Tragédia. Forditotta Petőfi Sándor. Magyarázta Szigetvári Iván. (146 l.) 1897.
- LV. kötet. Kisfaludy Károly. Iréne. Szomorújáték öt felvonásban. Magyarázta Vozári Gyula. (113 l.) 1897.
- LVI. köt. Tacitus Cornelius annaleséből szemelvények. Magyarázta dr. Schmidt Attila. (172 l.) 1898.
- LVII. kötet. Szemelvények Publius Vergilius Maro Aeneiséből. Bevezetéssel és magyarázó jegyzetekkel ellátta dr. Cserép József. Függelék: A trójai uralkodóház családfája. (229 l.) 1898.
- LVIII. kötet. Anthologia latina. Szemelvények a mai lyrikus és didaktikus költészetből. Bevezetésekkel és magyarázatokkal ellátta dr. Csengeri János. (216 l.) 1899.
- LIX. kötet. Szemelvények az Iliásból. Magyarázó jegyzetekkel ellátta Kempf József. (316, III l.) 1899.
- LX. kötet. Roseth Arnold. Latin olvasókönyv Cornélius Neposból. A gymnasium III. osztálya számára. (175 l.) 1899.
- LXI. M. Tullii Ciceronis pro A. Licino archia poeta oratio and judices. Magyarázta dr. Kapossy Lucián. (25 l.) 1899.
- LXII. kötet. Gyulai Pál. Vörösmarty életrajza. 5. javitott kiadás. (240 l.) 1900.
- LXIII. kötet. Szemelvények Platonból. Bevezetésssel és magyarázó jegyzetekkel ellátta dr. Simon József Sándor. (XXXV és 191 l.) 1900.
- LXIV. kötet. Szemelvények Ovidiusból (Metamorphoses, Fusti.) Az uj tanterv szerint a gymnasium IV. és V. osztálya számára. Magyarázó jegyzetekkel ellátta Csengeri János. 42 képpel. (196 l.) 1900.
- LXV. kötet. Szemelvények C. Julius Caesar Commentarii de Bello Gallico cimű művéből. Magyarázó jegyzetekkel ellátta dr. Hittrich Ödön. Gallia térképével és számos képpel. (71 l.) 1900.
- LXVI. kötet. Phaedri Augusti Liberti fabularum Aesopiarum libri quinque. A gymnasium III. osztálya számára magyarázta Szabó Gy. Iván. (VIII és 107 l.) 1900.
- LXVII. kötet. Arany János balladái. Magyarázta Greguss Ágost. 3. bővitett kiadás. (160 l.) 1900.
- LXVIII. kötet. Curtiusból szemelvények a gymnasium IV. osztálya számára. Magyarázattal és szótárral ellátva szerkesztette Roseth Arnold. (151 l.) 1900.
- LXIX. kötet. Szemelvények Erdélyi János kritikáiból és tanulmányaiból. XIX. századi liránk történetéhez. Magyarázta Erdélyi Pál. (236 l.) 1901.
- LXX. kötet. Quintus Horatius Flaccus költeményeiből. Magyarázta dr. Cserép József. (351 l.) 1901.
- LXXI. kötet. Zrinyi Miklós gróf. Szigeti veszedelem. Hősköltemény tizenöt énekben. Bevezetéssel és magyarázattal ellátta Endrei Ákos. 4 képpel. (264 l.) 1901. 2. kiadás. (263 l.) 1909.
- LXXII. kötet.  Szemelvények Herodotos történeti művéből. Görögből fordította és magyarázta dr. Geréb József. 3., képekkel bővített kiadás. (172 l.) 1907.
- LXXIII. kötet. Schiller Friedrich. Die Jungfrau von Orleans. Romantische Tragödie. Kiadta és magyarázta Faitb Mátyás. Egy térképpel. (182 l.) 1902.
- LXXIV. kötet. Görög lyrai anthologia. Középiskolák számára készítette Sarudy György. (334 l.) 1902.
- LXXV. kötet. Szemelvények Quintus Horatius Flaccus műveiből. Összeállította, bevezetéssel, magyarázatokkal és jegyzetekkel ellátta Wirth Gyula. (339 l. és 4 tábla.) 1902. 2., lényegében változatlan kiadás. (406 l. IV. tábla.) 1908.
- LXXVI. kötet. Jókai Mór. Kedves atyafiak. Magyarázta dr. Vajda Gyula. (136 l.) 1902.
- LXXVII. kötet. Kölcsey Ferenc válogatott szónoklatai. Bevezetéssel és magyarázattal ellátta Endrei Ákos. (171 l.) 1902.
- LXXVIII. kötet.  Cicero negyedik beszéde Verres ellen. De signis. Iskolai használatra kiadta és magyarázta Zsámboki (Schambach) Gyula. Számos képpel. Syracusae és Sicilia térképével. (158 l.) 1902.
- LXXIX. kötet. Szemelvények a kurucvilág költészetéből. Kiválogatta Lovász István. (180 l.) 1902.
- LXXX. kötet. Cicero bölcseleti műveiből. Kiválogatta és magyarázta dr. Boros Gábor. (223 l.) 1902.
- LXXXI. kötet. Cicero negyedik beszéde Verres ellen. A műtárgyakról. Számos képpel. Syracusae és Sicilia térképével. Fordította Zsámboki Gyula. (130 l.) 1902.
- LXXXII. kötet. Szemelvények a magyar epikusokból és történetírókból a gymnasium V. oszt. számára. Az új tanterv alapján szerkesztette Toncs Gusztáv. (222 l.) 1902.
- LXXXIII. kötet. Szemelvények Xenophon nagyobb elbeszélő műveiből. (Kyrn, Paideia, Anabasis, Apomnemoneumata, Oikonomikos.) A gymnasium VI. és VII. osztálya számára szerkesztette és magyarázatokkal ellátta dr. L. Keczer Géza. Egy térképpel és több ábrával. (375 l.) 1903.
- LXXXIV. kötet. Szemelvények Chamisso, Uhland, Heine és Lenau költeményeiből. Magyarázta Osztie József. (122 l.) 1903.
- LXXXV. kötet. Deák Ferenc és Hertelendy Károly. Két követ jelentése az 1832/36. sz. 1839/40-iki országgyűlésről. Bevezetéssel és jegyzetekkel ellátta Ferenczi Zoltán. (166 l.) 1904.
- LXXXVI. kötet. Vörösmarty Mihály. Zalán futása. Bevezetéssel és magyarázatokkal ellátta Erdélyi Pál. (252 l.) 1904.
- LXXXVII. kötet. Szemelvények a magyar klasszikus iskola költőiből. Görögpótló tankönyv a gimnázium VI. osztálya számára. Az új tanterv alapján szerkesztette és magyarázta Toncs Gusztáv. (VIII, 166 l.) 1904.
- LXXXVIII. kötet. Szemelvények Herodotos történeti munkájából. Magyarázta dr. Vietorisz J. (151 l. és 1 térkép.) 1904.
- LXXXIX. kötet. Szemelvények Salamon Ferenc történeti munkáiból. A gimnázium és reáliskola felsőbb osztályai számára kiadta Angyal Dávid. (215 l.) 1904.
- XC. kötet. Arany János. Toldi estéje. Költői elbeszélés hat énekben. Magyarázta Lehr Albert. (339 l.) 1904.
- XCI. kötet. Demosthenes beszéde Ktesiphon mellett a koszorú-ügyben. (Iskolai és magánhasználatra.) Fordították, bevezetéssel és jegyzetekkel ellátták Bölcskey Lajos és Schäffer Mihály. (102 l.) 1907.
- XCII. kötet. Mikszáth Kálmán válogatott elbeszélései. Bevezetéssel és jegyzetekkel ellátta dr. Miklós Elemér. (86 l.) 1911.
- XCIII. kötet. Goethe J. W. Egmont. Ein Trauerspiel in 5 Aufzügen. Bevezetéssel és jegyzetekkel ellátta dr. Barta Mór. (126 l.) 1911.
- XCIV. Toncs Gusztáv–Loósz István: Szemelvények a magyar történetírókból és szónokokból. Görögpótló tankönyv a gimnázium 7. oszt. számára. VIII, 344 l.

Egyes kötetek újabb kiadásokban egészen 1911-ig megjelentek.